# Gallerie Reali Saint-Hubert
Le Gallerie Reali Saint-Hubert (Galeries Royales Saint-Hubert in lingua francese o Koninklijke Sint-Hubertusgalerijen in lingua olandese) sono delle gallerie commerciali situate a Bruxelles. Le Gallerie Reali hanno preceduto altri famosi centri commerciali del XIX secolo, come la Galleria Vittorio Emanuele II di Milano e Il Passage di San Pietroburgo. Come queste ultime, le Gallerie Reali Saint-Hubert presentano anch'esse due facciate simmetriche che ricordano il lungo cortile degli Uffizi, a Firenze, con arcate vetrate separate da colonne e da due piani superiori. Gli splendidi edifici in stile rinascimentale sono ricoperti da una meravigliosa cupola di vetro ad arco sorretta da una delicata struttura in ghisa. La struttura ricorda la antesignana, ormai perduta, Galleria di Palazzo San Giacomo di Napoli del 1825.